# TT271
La tombe thébaine TT 271 est située à Gournet Mourraï, dans la nécropole thébaine, sur la rive ouest du Nil, face à Louxor en Égypte.
C'est la tombe d'un nommé Nay, scribe royal qui vivait pendant le règne de Aÿ (XVIIIe dynastie). 